# Диноша
Диноша је насеље у општини Тузи у Црној Гори. Према попису из 2003. било је 520 становника (према попису из 1991. било је 785 становника). Ово насеље припада историјској области Малесије, а настало је на изласку планинског (кањонског) долине ријеке Цијевне, према Зетској равници. Атар насеља је готово подједнако и брдски и равничарски, а захвата површину од 420 хектара, тј. 4,2 km².

## Историја

### Стари вијек
Диноша је као насеље постојала још у античком периоду, о чему свједочи цитадела на платоу омањег брда Ћутеза. На простору овог објекта су сачувани бедеми рађени од крупнијих квадара, у хеленистичком опусу. У римском периоду, Диноша је била везана за антички град Дукљу, поред осталог и добро очуваним остацима водовода, којим се она снадбијевала водом (извориште и колектор водовода констатовани су у овом мјесту, на обали ријеке Цијевне).

### Средњи вијек
У средњм вијеку Диноша је знатно развијено насеље, о чему свједочи повеља краља Милутина из 1314. године. Повезивала је добар дио Малесије са тргом Подгорица, Спужом и Оногоштом (Никшићем). У склопу садашњег гробља у насељу, налазе се темељи (остаци цркве) Св. Архангела Михаила. Насеље је посједовало своје планине у областима Коштице, Рикавца и Широкара. Временом су формиране комунице (у брдском и равничарском дијелу) а коришћене су с јесени и прољећа. Љети, уз уобичајену накнаду, стоку су давали на издржавање сточарима из предјела данашњих Куча и Затријепча.

### Османска власт
За вријеме османске власти, Диноша је једно од средишта и за исламизацију досељаваног становништва, са једном од најстаријих џамија у околини Подгорице. Из ње су се исламизирани Малисори селили према Никшићу, Спужу и Подгорици. На брду Планици се налазе остаци тврђаве из турског периода. Становништво Диноше је претежно исламизирано (према подацима из 1941. године, у насељу је живјело 69 римокатолика и 308 муслимана).

## Демографија
У насељу Диноша живи 368 пунолетних становника, а просечна старост становништва износи 35,4 година (35,9 код мушкараца и 34,9 код жена). У насељу има 107 домаћинстава, а просечан број чланова по домаћинству је 4,86.
Ово насеље је великим делом насељено Албанцима (према попису из 2003. године).
|  |

| Демографија | Демографија | Демографија |
| Година      | Становника  | Становника  |
| ----------- | ----------- | ----------- |
|             |             |             |
|             |             |             |
|             |             |             |
|             |             |             |
| 1948.       | 272         |             |
| 1953.       | 377         |             |
| 1961.       | 457         |             |
| 1971.       | 575         |             |
| 1981.       | 669         |             |
| 1991.       | 785         | 570         |
| 2003.       | 963         | 520         |
|             |             |             |

| Етнички састав према попису из 2003.‍ | Етнички састав према попису из 2003.‍ | Етнички састав према попису из 2003.‍ | Етнички састав према попису из 2003.‍ | Етнички састав према попису из 2003.‍ |
| ------------------------------------ | ------------------------------------ | ------------------------------------ | ------------------------------------ | ------------------------------------ |
|                                      |                                      |                                      |                                      |                                      |
| Албанци                              | Албанци                              |                                      | 497                                  | 95,57%                               |
| Црногорци                            | Црногорци                            |                                      | 7                                    | 1,34%                                |
| Бошњаци                              | Бошњаци                              |                                      | 7                                    | 1,34%                                |
| Муслимани                            | Муслимани                            |                                      | 2                                    | 0,38%                                |
| Срби                                 | Срби                                 |                                      | 1                                    | 0,19%                                |
| непознато                            | непознато                            |                                      | 6                                    | 1,15%                                |

| Година пописа     | 1948. | 1953. | 1961. | 1971. | 1981. | 1991. | 2003. |
| ----------------- | ----- | ----- | ----- | ----- | ----- | ----- | ----- |
| Број домаћинстава | 53    | 77    | 85    | 82    | 97    | 107   | 132   |

| Број чланова      | 1   | 2 | 3 | 4  | 5  | 6  | 7  | 8 | 9 | 10 и више | Просек |
| ----------------- | --- | - | - | -- | -- | -- | -- | - | - | --------- | ------ |
| Број домаћинстава | 107 | 4 | 6 | 21 | 21 | 17 | 18 | 8 | 4 | 5         | 3      |

| Пол    | Укупно | Неожењен/Неудата | Ожењен/Удата | Удовац/Удовица | Разведен/Разведена | Непознато |
| ------ | ------ | ---------------- | ------------ | -------------- | ------------------ | --------- |
| Мушки  | 185    | 61               | 118          | 6              | 0                  | 0         |
| Женски | 210    | 60               | 125          | 23             | 2                  | 0         |
| УКУПНО | 395    | 121              | 243          | 29             | 2                  | 0         |

| Пол    | Укупно                    | Пољопривреда, лов и шумарство | Рибарство                            | Вађење руде и камена | Прерађивачка индустрија       |
| ------ | ------------------------- | ----------------------------- | ------------------------------------ | -------------------- | ----------------------------- |
| Мушки  | 61                        | 13                            | 0                                    | 0                    | 8                             |
| Женски | 20                        | 4                             | 0                                    | 0                    | 4                             |
| УКУПНО | 81                        | 17                            | 0                                    | 0                    | 12                            |
| Пол    | Производња и снабдевање   | Грађевинарство                | Трговина                             | Хотели и ресторани   | Саобраћај, складиштење и везе |
| Мушки  | 0                         | 3                             | 3                                    | 0                    | 11                            |
| Женски | 0                         | 0                             | 2                                    | 0                    | 1                             |
| УКУПНО | 0                         | 3                             | 5                                    | 0                    | 12                            |
| Пол    | Финансијско посредовање   | Некретнине                    | Државна управа и одбрана             | Образовање           | Здравствени и социјални рад   |
| Мушки  | 0                         | 0                             | 2                                    | 9                    | 4                             |
| Женски | 0                         | 1                             | 0                                    | 6                    | 2                             |
| УКУПНО | 0                         | 1                             | 2                                    | 15                   | 6                             |
| Пол    | Остале услужне активности | Приватна домаћинства          | Екстериторијалне организације и тела | Непознато            | Непознато                     |
| Мушки  | 6                         | 0                             | 0                                    | 2                    | 2                             |
| Женски | 0                         | 0                             | 0                                    | 0                    | 0                             |
| УКУПНО | 6                         | 0                             | 0                                    | 2                    | 2                             |